# Betsy Culp

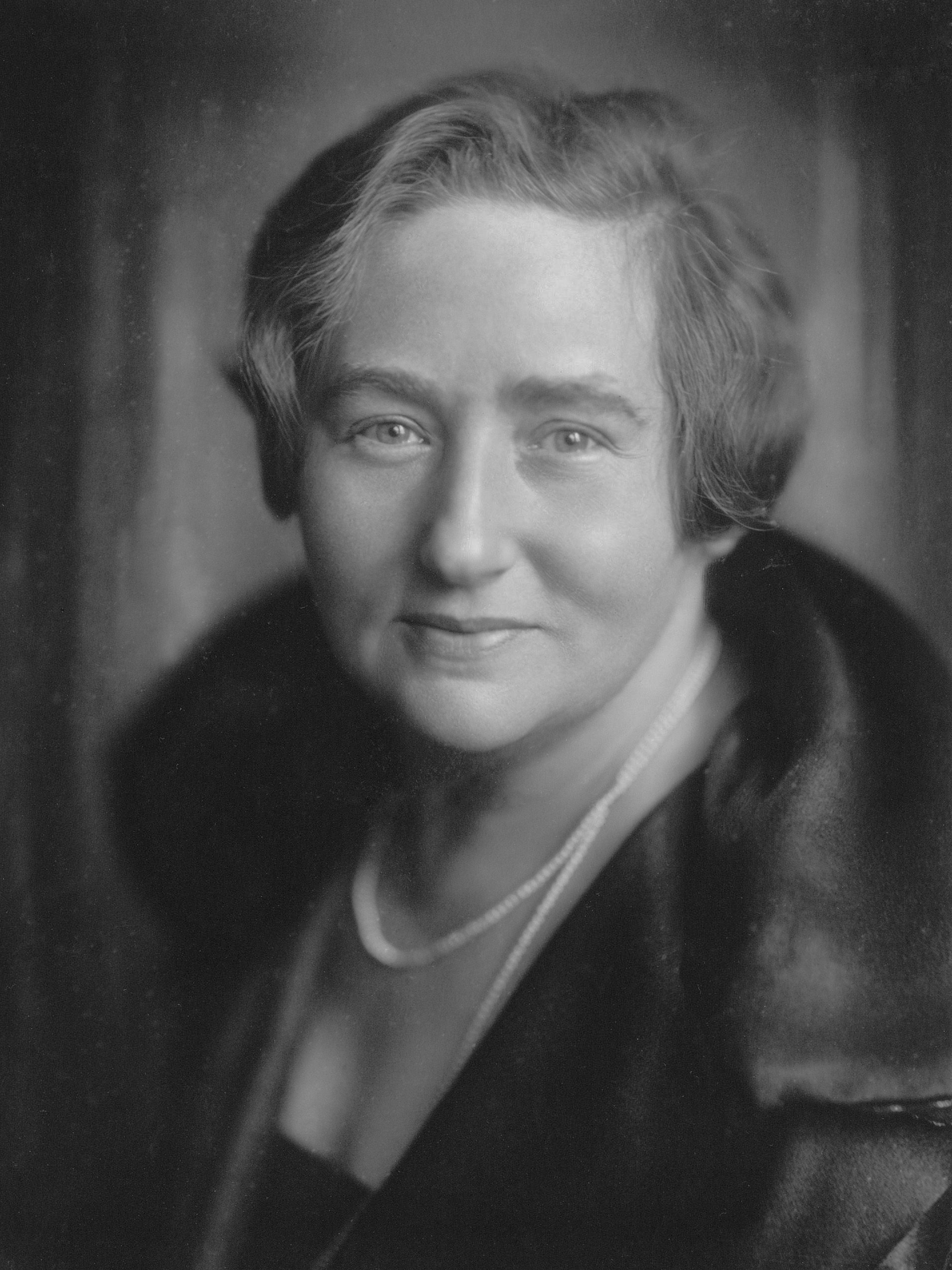
Betsy Culp, 1925

Julia Bertha Betsy Dornay-Culp (geboren 19. Januar 1883 in Groningen; gestorben 18. März 1976 in Laren) war eine niederländische Pianistin. Sie war die Cousine der Sängerin Julia Culp und der Pianistin Beppie Rijkens-Culp. Ihre Väter waren Brüder und ihre Mütter Schwestern.

## Leben
Betsy Culp wurde am 19. Januar 1883 in Groningen geboren. Ihr Vater war der Musiker und Impresario Eliazar Culp (1856–1931) und ihre Mutter Julia Cohen (1860–1937). Sie wuchs in einer jüdischen Künstlerfamilie in Groningen auf. Ihr Vater gab ihr bereits Klavierunterricht, als sie erst fünf Jahre alt war. Sie hatte einen Bruder, Simon Mauritz (1887–1911), der später Impresario wurde. Im Alter von 10 bis 16 Jahren erhielt sie von bekannten Groninger Klavierlehrern wie Kor Kuiler Unterricht. Am 30. Dezember 1894 hatte die elfjährige Betsy ihren ersten Auftritt in Meppel. Ab 1899 studierte sie Klavier am Kölner Konservatorium; 1901 schloss sie ihre Ausbildung mit höchster Auszeichnung ab.
Ihr Debüt als Pianistin gab sie am 19. September 1901 beim Gronings Harmonie Orchestra. Sie spielte Chopins Konzert (in F) und Liszts Polonaise (in E). Der Rezensent vom Nieuwsblad van het Noorden lobte ihr technisches Können und ihren schönen Anschlag. In den Jahren 1901 und 1902 bewarb sie sich in Zeitungsanzeigen als Klavierlehrerin. Ein Onkel, der in den Vereinigten Staaten lebte, überredete sie nach Amerika zu kommen. Auf seine Kosten reiste Betsy Culp 1903 nach Rochester. Sie gab in Amerika Soloabende und tourte. Betsy Culp kehrte 1905 in die Niederlande zurück, um in Amsterdam den Oberleutnant der Infanterie und Kaufmann Henri Drukker (1875–1942) zu heiraten. Danach kehrte sie in die Vereinigten Staaten zurück. Erneut war sie 1908 in Amsterdam, diesmal um bei dem Pianisten und Komponisten Dirk Schäfer zu studieren. Sie zählte zu seinen allerbesten Schülerinnen. Endgültig kehrte sie 1911 zurück nach Europa und ging zu ihrer Cousine Julia Culp nach Berlin. Julia Culp, die zu der Zeit vor überfüllten Häusern auftrat, arrangierte, dass Betsy Culp sie begleitete. 1913 wurde sie Lehrerin am Stern’schen Konservatorium in Berlin. In Berlin lernte sie Louis Goldsteen kennen, einen Tenor, der als Louis Dornay auftrat. Sie begannen eine Beziehung. 1914 reisten sie für einen Urlaub in die Niederlande, und als der Krieg ausbrach, endete dieser mit einem einjährigen Aufenthalt, in dem Culp und Dornay unter anderem im Concertgebouw in Amsterdam auftraten. Sie gaben auch Musikunterricht in Den Haag. Im September 1915 kehrte Betsy Culp nach Berlin zurück. Berliner Kritiker bezeichneten sie immer wieder als eine der besten Liedbegleiterinnen ihrer Zeit. Von Berlin aus tourte sie durch ganz Deutschland. Neben ihrer Cousine Julia und Dornay begleitete sie berühmte Künstler wie die Berliner Operndiva Elisabeth Böhm van Endert und den Cellisten Heinrich Grünfeld.
Culp und Dornay ließen sich 1918 in London nieder. Sie traten in England, Schottland und Irland auf. Culp begleitete Dornay am Klavier und trat auch als Konzertpianistin auf. Die Scheidung von Henri Drukker wurde 1921 offiziell vollzogen und in dem Jahr ließen sich Culp und Dornay in New York City nieder. Beide arbeiteten auch eine Saison als Lehrer am Kansas City Conservatory. Sie heirateten am 2. Juli 1923 in Chicago. 1926 unternahm das Paar eine ausgedehnte Reise durch Niederländisch-Ostindien, bevor es in seine große Wohnung mit Blick auf den Hudson in New York zurückkehrte. Dort gründeten sie die Dornay-Culp-Studios mit Platz für 120 Besucher. Sie gaben Konzerte und bildeten ihre Schüler aus. Cornay gab Gesangsunterricht und Betsy Culp begleitete sie am Klavier. Sie unterrichteten eine lange Reihe von Studenten, darunter auch Leute aus der Film- und Opernwelt. Culp und Dornay tourten auch durch Kanada.
Unerwartet starb Louis Dornay 1940 an einem Herzinfarkt. Betsy Cuop wusste viel über Gesangspädagogik und wagte es, die Dornay-Culp-Studios weiterzuführen. Sie beendete das im Jahr 1953, als sie siebzig Jahre alt geworden war und kehrte nach Europa zurück. Dort reiste sie drei Jahre lang und ließ sich 1956 in Scheveningen nieder. Dornay-Culp, die bis dahin hauptsächlich als Klavierbegleiterin tätig gewesen war, konzentrierte sich nun mehr auf das Solospiel. In ihrer Heimatstadt Scheveningen nannten die Einheimischen sie „das achte Weltwunder“, weil ihr Klavierspiel für ihr Alter so ungewöhnlich war, vor allem aber, weil sie vom Einkaufen bis zum Putzen immer noch alles selbst machte.
Sie schrieb, als sie fast 80 Jahre alt war, Rundfunkanstalten an und bot an, Klavierabende zu geben. Am 17. Januar 1963 hatte sie ihre erste Sendung im NCRV-Radio, gefolgt von Einladungen von KRO- und VARA-Radio. Ihr Fernsehdebüt gab Dornay-Culp in VARAs Spiegel der Kunsten am 20. Februar 1963. Sie sagte dazu, „Jetzt, wo ich achtzig geworden bin, macht es mir wieder Spaß, für andere zu spielen“. In den folgenden Jahren erlangte sie als Interpretin ihres Lieblingskomponisten Chopin Berühmtheit, sowohl im Konzertsaal als auch im Studio. Um 1972 zog Betsy Dornay-Culp in das Rosa Spier House in Laren. Gleichzeitig erschien ihre erste und einzige LP, auf der ihre Arbeit als Solistin zu hören ist: Betsy Dornay-Culp spielt Chopin.
Mit 91 Jahren gab Betsy Dornay-Culp zum letzten Mal ein Rezital für das niederländische Fernsehen. Nachdem sie sich bei einem Sturz die Hüfte gebrochen hatte, wurde sie in das St. Jans Krankenhaus in Laren gebracht, wo sie am 18. März 1976 im Alter von 93 Jahren starb.